# Constitution syrienne de 1973
Constitution provisoire syrienne du 1er mai 1969 Constitution syrienne du 27 février 2012
La Constitution syrienne du 13 mars 1973 remplaça la Constitution provisoire syrienne du 1er mai 1969 et fut remplacée par la Constitution syrienne du 27 février 2012.
Cette constitution crée notamment la Cour suprême, un organe juridictionnel, la plus haute autorité juridictionnelle de la République arabe syrienne.